# 宜章臭蛙
宜章臭蛙（学名：Odorrana yizhangensis），一种分布于中国南方地区的两栖动物，隶属于蛙科臭蛙属。模式产地为中国湖南省宜章县莽山地区。

## 形态特征
宜章臭蛙雄蛙体长47.3～54毫米，雌蛙体长58.2～71.5毫米。身体背部呈绿色，具有不规则的棕色大斑块；四肢背面具有镶黄色边的棕色横纹；身体腹面为珍珠白色，具有少而分散的深色斑。